# シェフ! 〜三ツ星レストランの舞台裏へようこそ〜
『シェフ! 〜三ツ星レストランの舞台裏へようこそ〜』（シェフ! みつぼしレストランのぶたいうらへようこそ、Comme un chef ）は、2012年のフランスのコメディ映画。監督はダニエル・コーエン、出演はジャン・レノとミカエル・ユーンなど。日本公開時のキャッチコピーは「愛と美味しい料理があれば、人生は三つ星★★★」。

## ストーリー
料理人のジャッキーは数多くの有名シェフのレシピを完璧に暗記する才能を持ち、天才料理人を自称している。しかし、料理へのこだわりから客や同僚とたびたびトラブルを起こし、ひとつのレストランに腰を落ち着けることができなかった。ジャッキーは恋人のベアトリスが妊娠したことをきっかけに、安定した収入を得るために料理人をやめてペンキ職人として働き始める事になる。
一方、20年来の三ツ星レストラン「カルゴ・ラガルド」の超一流有名シェフであるアレクサンドルは料理への閃きを失い、このままでは次の審査で星を失いかねないという危機に直面していた。さらに仕事への重圧からただ一人の家族である娘アマンディーヌの大事な論文発表会に立ち会う約束を忘れ、親子仲も険悪な状態に陥っていた。そんなある日、ふとしたことからジャッキーの才能を知ったアレクサンドルは彼に自分の助手にならないかと誘う。アレクサンドルの料理本を熟読し、その全てを記憶しているほどアレクサンドルを尊敬しているジャッキーは大喜びで申し出を受けるものの、助手としての研修期間中は無給であることからベアトリスにはペンキ職人を続けていると嘘をついてしまう。
ジャッキーは天才的な才能を披露するものの、相変わらずの料理への異常なこだわりからアレクサンドルと何度もぶつかるが、新作料理への試行錯誤を繰り返すうちに信頼関係を深めていく。その影ではカルゴ・ラガルドのオーナーであるマテール社長による、店の全てを現代的に大きく変えようとする計画が進行していた。店の改革のためには伝統を重んじるアレクサンドルは邪魔者となるため、マテール社長はアレクサンドルに今度の審査で1つでも星を失ったらクビにすると宣告する。さらにジャッキーもベアトリスについていた嘘がばれてしまい、彼女から三下り半を突き付けられたあげくヌヴェールにある実家に帰られてしまう。焦ったジャッキーはアレクサンドルと一緒にベアトリスの姉キャロルが経営するレストランに押しかけ、食事中で戸惑うベアトリスに強引に求婚するが、逆に自分本位な行動を責められ追い返されてしまう。追い詰められた二人だが、マテール社長お気に入りの料理人シリルの店に客として変装して潜り込むなどして必死に情報収集し、何とか彼らなりの新しい料理を作りだす。
審査員が訪れる当日、娘の論文発表会に立ち会う約束を優先させたアレクサンドルに先立ちカルゴ・ラガルドにやって来たジャッキーだったが、マテール社長の陰謀でいつもの市場から野菜を手に入れることが出来ず、厨房には食材が全くない状態だった。無力感に苛まれ、とうとうジャッキーは全てを諦めようとする。しかし、ペンキ仕事中に知り合った調理助手のティティから、食べる人のことを全く考えることがないその独りよがりな姿勢を指摘され、さらにベアトリスから電話で出産の報告と激励を受けたジャッキーは考えを改め、改めて料理と向き合うことを決意。厨房の料理人たちと近所の食料品店で野菜を買いこみ、何とか新作料理を作る。
これでアレクサンドルを追い出せると心が弾むマテール社長だったが、出された料理を絶賛する審査員たちに言葉を失う。娘からの信頼を取り戻し、厨房に駆けつけたアレクサンドルは、料理を絶賛する客たちの前に姿を現すと、今回の料理がジャッキーによるものであり、自分は引退して跡をジャッキーに継がせると宣言する。ジャッキーはマテール社長と直々に契約を交わし、正式に「カルゴ・ラガルド」のシェフとなる。さらにマテール社長は父親である先代社長から料理の本質を学べと厨房の下働きに降格させられる。アレクサンドルからもらった指輪を手に、ベアトリスのもとに駆けつけるジャッキー。そして審査が成功したこと、正式にシェフとして採用されたことを彼女に伝え、改めてプロポーズするのだった。
引退したアレクサンドルは、美人オーナーのキャロルに一目惚れしたことから、彼女のレストランでシェフとして働いていた。ジャッキーはアレクサンドルの人気料理テレビ番組に助手として出演するようになるが、相変わらずのこだわりから番組の進行は遅々として進まないのだった。

## キャスト
※括弧内は日本語吹替
- アレクサンドル・ラガルド: ジャン・レノ（菅生隆之）
- ジャッキー・ボノ: ミカエル・ユーン（フランス語版）（青山穣）
- ベアトリス: ラファエル・アゴゲ（フランス語版）（寺田はるひ） - ジャッキーの恋人。
- スタニスラス・マテール: ジュリアン・ボワッスリエ（フランス語版）（野沢聡） - カルゴ・ラガルドの社長。
- アマンディーヌ: サロメ・ステヴナン（吉岡さくら） - アレクサンドルの娘。
- ティティ: セルジュ・ラヴィリエール（フランス語版） - 老人施設の料理人。元タイル職人。
- ムッサ: イサ・ドゥンビア（フランス語版） - 老人施設の料理人。元トラック運転手。
- チャン: ヴァン・ヘイ・ミーン（フランス語版） - 老人施設の料理人。元メーキャップ師。

その他の日本語吹替
巻島直樹/安達貴英/山本格/金光宣明/宮沢きよこ/藤城裕士/まつだ志緒理/坂口候一/板取政明/慶長佑香/高梨愛

## 作品の評価
Rotten Tomatoesによれば、36件の評論のうち高評価は47%にあたる17件で、平均して10点満点中5.61点を得ている。
Metacriticによれば、13件の評論のうち、高評価は3件、賛否混在は7件、低評価は3件で、平均して100点満点中43点を得ている。
アロシネによれば、フランスの6つのメディアによる評価の平均は5点満点中2.0点である。